# マダガスカル国家憲兵隊
マダガスカル国家憲兵隊（ フランス語: la Gendarmerie Nationale Malgache ）は、マダガスカルにおける公安警察組織である。マダガスカル独立直前の1960年3月14日に、フランス国家憲兵隊（ la Gendarmerie Française ）とマダガスカル警備隊（ la Garde de Madagascar, 1950年成立の警察組織 ）の組織を再構成して成立した。根拠法は、政令60-102号。2012年には士官、兵卒合わせて、約8100人を数えた。任務は次の二点とされている。
- 領土の90％且つ人口の81％が住む地域を管轄として警察行政を施行し、司法警察業務と軍警察業務を執行する。
- 要注意地点の保安にも参加する。